# Борисоглебская улица (Чернигов)
Борисоглебская улица (до 2022 года — улица Серёжникова) (укр. Борисоглібська вулиця) — улица в Деснянском районе города Чернигова. Пролегает от улицы Преображенская до улицы Шевченко, исторически сложившаяся местность (район) Окольный град.
Примыкают улицы Святониколаевская, Воздвиженская (Родимцева).

## История
Борисоглебская улица — в честь расположенного поблизости Борисоглебского собора — была проложена согласно плану 1805 года. До Октябрьской революции тут были расположены музыкальное училище и фотография Л. Ф. Чарнецкой, в 1930-е годы — две промышленные артели, небольшая швейная фабрика и облпотребобщество. 
В 1919 году Борисоглебская улица переименована на Трудовая улица. 
В 1937 году на углу с улицей Карла Либкнехта был возведён 3-этажный дом учебной курсовой базы облпотребобщества (дом № 6). До войны на месте современного дома № 8 располагался усадебный дом, где в период 1895-1922 годы жил художник Георгий Васильевич Нерода.  
В период оккупации немецко-фашистскими войсками (1941-1943) Чернигова, приказом № 107 Черниговской городской управы от 12.12.1941 года улице было возвращено старое название, наряду с другими улицами города.  
В период Великой Отечественной войны дома улицы были разрушены или сожжены. После войны был отстроен только дом облпотребобщества (дом № 6), остальные дома были вновь возведены. 
В 1964 году, в связи с празднованием 20-лет освобождения УССР от немецко-фашистских захватчиков, Трудовая улица переименована на улица Серёжникова — в честь Героя Советского Союза Александра Ивановича Серёжникова.
С целью проведения политики очищения городского пространства от топонимов, которые возвеличивают, увековечивают, пропагандируют или символизируют Российскую Федерацию и Республику Беларусь, 1 августа 2022 года улице было возвращено историческое название — в честь расположенного поблизости Борисоглебского собора, согласно Решению Черниговского городского совета № 19/VIII-6 «Про переименование улиц в городе Чернигове» («Про перейменування вулиць у м. Чернігові»)

## Застройка
По улице на протяжении всей длины запрещено передвижение на автотранспортных средствах — пешеходная зона — единственная такого рода улица Чернигова. 
Улица пролегает в северо-западном направлении. В начале улицы установлена скульптурная композиция «Совесть». Улица занята малоэтажной (3-4-этажные дома) и многоэтажной (5-этажные дома) жилой застройкой, частично усадебной (один дом). Первые этажи нескольких домов заняты учреждениями обслуживания (например, кафе и рестораны, банк).  
Учреждения:
1. дом № 6 — дом облпотребобщества — главное отделение «Приватбанка»
2. дом № 10 — культурно-художественный центр «Интермеццо»

Памятники истории местного значения:
1. дом № 8 — Памятная доска (с барельефом), на месте дома, где жил художник Г. В. Нерода (1895-1922, мемориальная доска 1991) — демонтирована

Есть ряд значимых и рядовых исторических зданий, что не являются памятниками архитектуры или истории: 3-этажный дом № 6 и 4-этажный дом 10. 
Мемориальные доски:
1. дом № 2 — Герою Советского Союза Александру Ивановичу Серёжникову — комментарий именования улицы (до 2022 года)
2. дом № 8 — Памятная доска (с барельефом), на месте дома, где жил художник Г. В. Нерода (1895-1922, мемориальная доска 1991) — демонтирована